# Salterland Viaduct
Das Salterland Viaduct ist eine Eisenbahnbrücke zwischen den schottischen Städten Barrhead und Glasgow. Es überspannt sowohl den Fluss Levern als auch die Salterland Road, welche die A736 auf ihrem Weg von Glasgow nach Irvine mit der B773 verbindet. In direkter Nachbarschaft führt die Salterland Road über die Salterland Bridge über den Levern. Da der Levern an dieser Stelle den Grenzfluss zwischen den Council Areas Glasgow und East Renfrewshire bildet, liegt die Brücke in beiden Ländern. 1992 wurde die Salterland Bridge in die schottischen Denkmallisten in der Kategorie B aufgenommen.

## Beschreibung
Die Brücke wurde im Jahre 1847 für die Glasgow, Barrhead and Neilston Direct Railway fertiggestellt, die noch im selben Jahr eröffnet wurde. Der Ingenieur Neil Robson aus Glasgow zeichnet für die Konstruktion verantwortlich. Die Brücke besteht aus einem Schichtenmauerwerk aus grob-behauenen Quadersteinen. Sie ist in drei Rundbögen gearbeitet, von denen einer den Levern und ein zweiter die Salterland Road überspannt. Da die Bahnstrecke im Bereich der Brücke in einer weiten Kurve geführt ist, verlaufen die Bögen schräg zu Fluss und Straße. Die Gewölbedecken sind aus Backstein gemauert. Heute verläuft unter anderem die Glasgow South Western Line der First ScotRail über die Brücke. Die nächstgelegenen Bahnhöfe sind Barrhead im Südwesten und Nithshill im Osten.